# Louis Antoine de Bourbon
Pour les articles homonymes, voir Cardinal de Bourbon.
Louis Antoine Jacques de Bourbon, infant d'Espagne, comte de Chinchón, né à Madrid le 25 juillet 1727 et mort à Arenas de San Pedro le 7 août 1785, est un prince espagnol de la maison de Bourbon. Il a été successivement infant d’Espagne, cardinal-prêtre de Santa Maria della Scala, archevêque de Tolède et primat des Espagnes puis enfin archevêque de Séville. Louis est le fils de Philippe V d'Espagne et de sa deuxième épouse Élisabeth Farnèse. À la mort de son père, il renonce à l’état ecclésiastique.

## Biographie

### Jeunesse

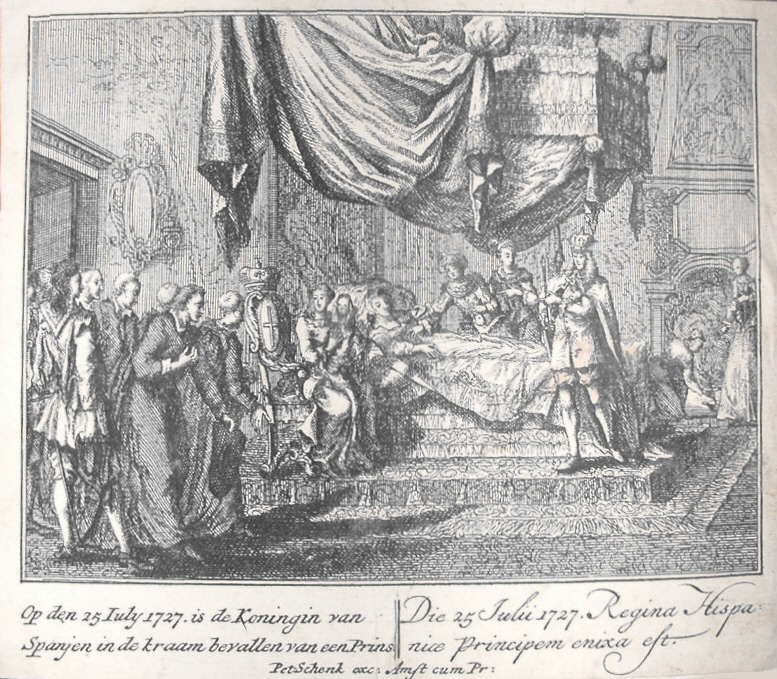
Naissance du prince Louis d'Espagne (futur comte de Chinchón) par Pieter Schenk.

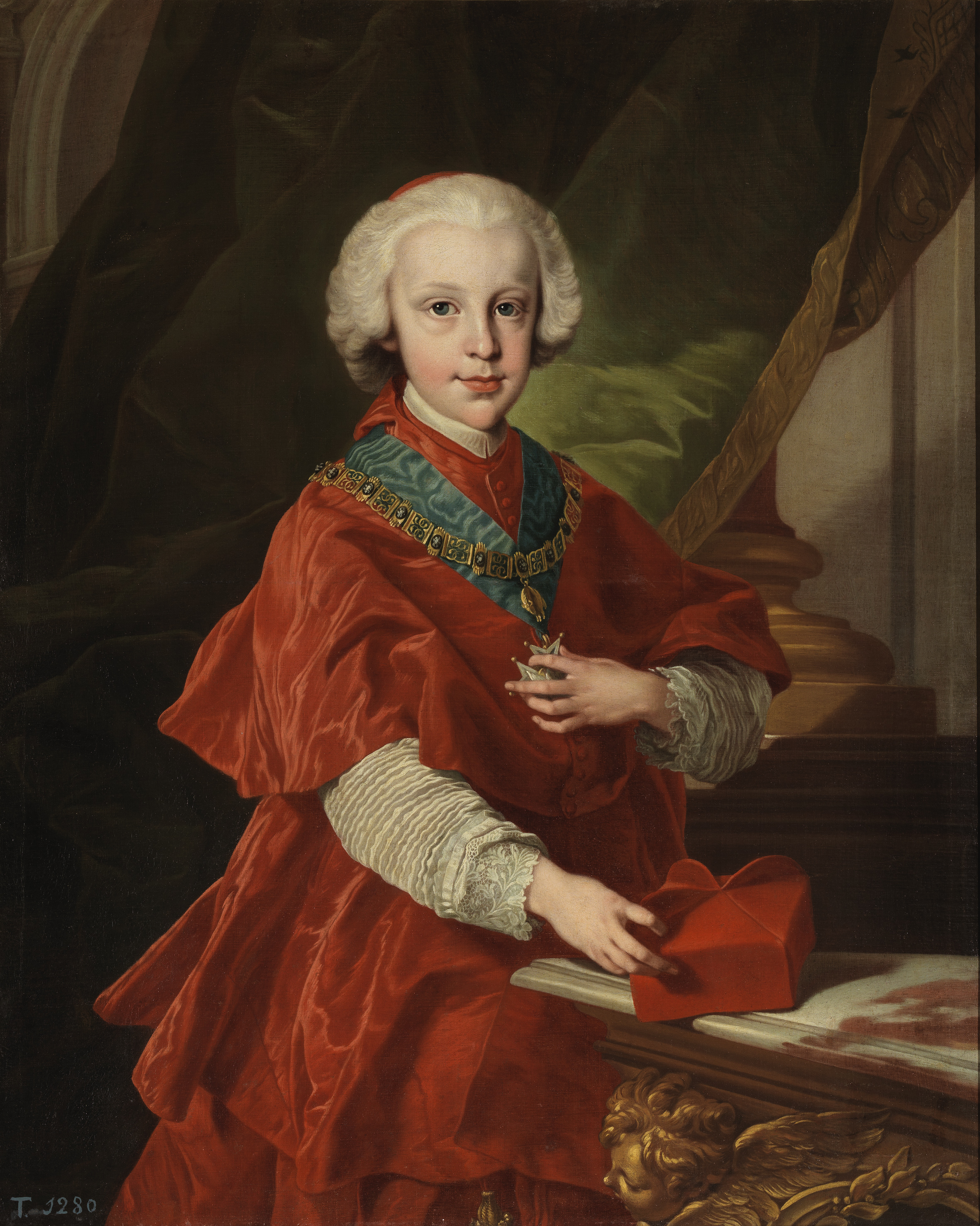
Louis Antoine enfant à 10 ans, par Louis-Michel van Loo.

En tant que plus jeune fils de Philippe V, Louis est élevé pour mener une carrière ecclésiastique. Il avait en effet peu de chance d’accéder au trône puisque Philippe avait déjà quatre fils prêts à lui succéder (deux issus de son premier mariage et deux autres destinés à régner sur le duché de Parme et sur la Sicile grâce aux relations de leur mère Élisabeth Farnèse en Italie). Il n’a que 8 ans lorsqu’il est nommé archevêque de Tolède et cardinal-prêtre de S. Maria della Scala. Il est le plus jeune cardinal jamais nommé dans l'Église catholique romaine.
Après la mort de son demi-frère Ferdinand VI, Louis aurait pu être l’héritier du trône puisqu’en vertu du traité d'Utrecht seul un prince né sur le territoire espagnol peut accéder au trône d’Espagne. Or, les fils de son frère, le désormais roi Charles III d'Espagne, sont nés dans le royaume des Deux-Siciles gouvernés par Charles jusqu'à son accession au trône et n’ont donc théoriquement aucun droit de succession. Louis décide d’abandonner la vie ecclésiastique.

### Retour à la vie civile
En 1754, Charles III accède à sa requête et lui permet d’abandonner la vie ecclésiastique s’il respecte diverses conditions. Son mariage doit être approuvé par le roi, il ne doit pas prendre part à la vie politique et ses enfants sont exclus de la succession au trône et aux honneurs de prince du royaume d’Espagne. Ces conditions sont formalisées dans la pragmatique sanction de 1776. Il commença une vie d’errance dans le royaume pour finir par se fixer à Arenas de San Pedro où il fit construire un palais.
En 1761, il achète à son frère Philippe, parti régner sur Parme, le comté de Chinchón. Le comté comprend plusieurs propriétés où Louis accueille ses protégés tels que le musicien Boccherini et les peintres Francisco Goya et Luis Paret y Alcázar. Il vit en exil, loin des affaires de la cour de son frère.

### Fin de vie
Louis a réussi à construire une vie de famille mais n’a jamais été heureux en mariage. Les reproches de sa femme concernant leur exil forcé de la cour ont contribué à assombrir la fin de sa vie. 
Il meurt à Arenas de San Pedro le 7 août 1785. Malgré son souhait de reposer dans sa résidence de Boadilla, sa dépouille fut transportée dans le panthéon des Infants au palais de l'Escurial.

## Mariage et descendance

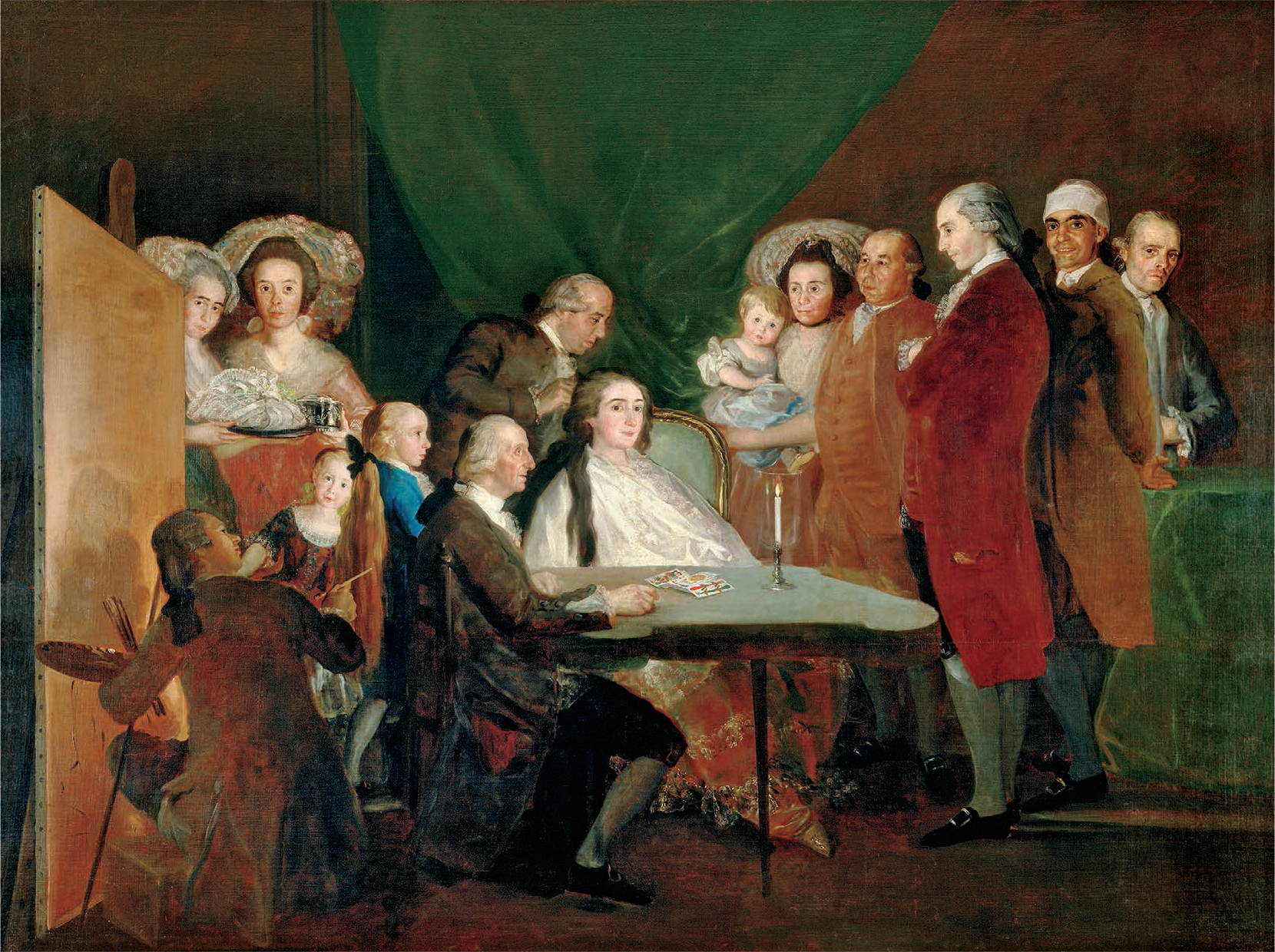
La Famille de l'infant Don Louis de Bourbon, par Goya (1783).

Le 28 janvier 1776, il épouse à Tolède María Teresa de Vallabriga y Rozas (1758 – 1820), fille de Luis de Vallabriga, majordome de Charles III, et de María Josefa de Rozas y Melfort, comtesse de Castelblanco. Ensemble, ils eurent :
1. Louis-Marie de Bourbon (1777-1823), comte de Chinchón, archevêque de Tolède et cardinal. Il fut le seul membre de la famille à rester en Espagne durant la guerre d'indépendance espagnole et la montée sur le trône de son cousin Ferdinand VII.
2. Marie-Thérèse de Bourbon (1779-1828), comtesse de Chinchón après son frère et marquise de Boadilla del Monte. Elle récupéra le traitement d’altesse royale et le nom de Bourbon pour sa famille grâce à son mariage avec Manuel de Godoy.
3. Marie-Louise de Bourbon (1780-1846), duchesse de San Fernando des Quiroga après son mariage avec Joaquín José de Melgarejo y Saurín, 1er duc de San Fernando de Quiroga (es).